# Benzin
"Benzin" é um single da banda alemã Rammstein. O primeiro do álbum "Rosenrot". Foi lançado no dia 7 de outubro de 2005.
Na Alemanha, a gasolina é chamada benzin (que é derivada da mistura química benzina). A música usa a palavra "Gasolin", no entanto, a palavra não existe na língua alemã, mas é uma palavra inglesa. Havia, no entanto, uma cadeia de postos de gasolina na Alemanha chamada "Gasolin".
Benzin foi o primeiro single número um do Rammstein, chegando ao número um na Finlândia após seu lançamento em 2005.

## Videoclipe
No vídeo, os membros da banda são bombeiros que já não tinham uma emergência há muito tempo. Finalmente a sirene soa eles entram em um caminhão de bombeiros monstruoso e saem do quartel sem notar os estragos e acidentes que causam à sua volta, enquanto que o caminhão permanece intacto.
Durante o passeio, a cena muda para um sonho de Paul Landers, no qual ele salva uma dama em apuros de um prédio em chamas. durante o sonho, a banda toca a música ao fundo em meio à fumaça.
De volta à realidade, o caminhão capota e lança os membros da banda pelo pára-brisa. Perto do acidente, um outro prédio está chamas. A banda pega um trampolim e se prepara para pegar um homem prestes a se jogar, que no caso é Flake. O trampolim rasga assim que Flake pula.

## Performance ao vivo
A música foi tocada pela primeira vez ao vivo na Ahoi Tour em 23 de junho de 2005 em Wuhlheide, Berlim, meses antes de seu lançamento. Substituindo "Moskau" no setlist. Benzin foi tocada nas duas noites seguintes, a letra mudou um pouco, mesmo de uma noite para outra. Chamas teatrais dispararam vinte metros no ar durante as apresentações ao vivo. Foi então tocado nos concertos fora do festival até o final da turnê, mas desta vez sem qualquer pirotecnia. No entanto, a partir da turnê Liebe ist für alle da, Benzin voltou a ser executada com pirotecnia, incluindo um lança-chamas disfarçado de bomba de gasolina. No final da música, Till Lindemann a usa para colocar um "fã" em chamas, que percorre o palco até a música acabar.

## Faixas
| N.º            | Título                                      | Duração |  |
| 1.             | "Benzin"                                    | 3:47    |  |
| 2.             | "Benzin" (Combustion Remix por Meshuggah)   | 5:05    |  |
| 3.             | "Benzin" (Smallstars Remix por Ad Rock)     | 3:45    |  |
| 4.             | "Benzin" (Kerosinii Remix por Apocalyptica) | 3:48    |  |
| Duração total: | Duração total:                              | 16:25   |  |

## Posição nas paradas
| Paradas (2005)                      | Posição |
| ----------------------------------- | ------- |
| Finlândia (Suomen virallinen lista) | 1       |
| Hungria (Rádiós Top 40)             | 9       |